# Хафен, Джон
Джон Хафен (англ. John Hafen; 1856—1910) — американский художник-пейзажист швейцарского происхождения. Также известен своими фресками.

## Биография
Родился 22 марта 1856 года в Мюнстерлингене, Швейцария. Когда Джону было шесть лет, его семья приняла веру Церкви Иисуса Христа Святых последних дней и эмигрировала в США. Проделав путь из штата Омаха в штат Юта, они первоначально поселились в городке Payson, затем в 1868 году переехали в Солт-Лейк-Сити. Здесь Хафен учился в школе 20-й Академии Церкви Иисуса Христа Святых последних дней у Karl Gottfried Maeser. Рисование было одним из предметов, преподаваемых там, и он проявил свой ранний талант к искусству.
В течение следующих десяти лет Джон Хафен обучался у George M. Ottinger и Dan Weggeland, преподавателей University of Deseret (ныне Университета Юты). Он также изучал фотографию и работал помощником американского фотографа Джорджа Андерсона (англ. George Edward Anderson). В 1881 году Хафен и группой других художников основал ассоциацию Utah Art Association, которая организовывала выставки и пропагандировала искусство.

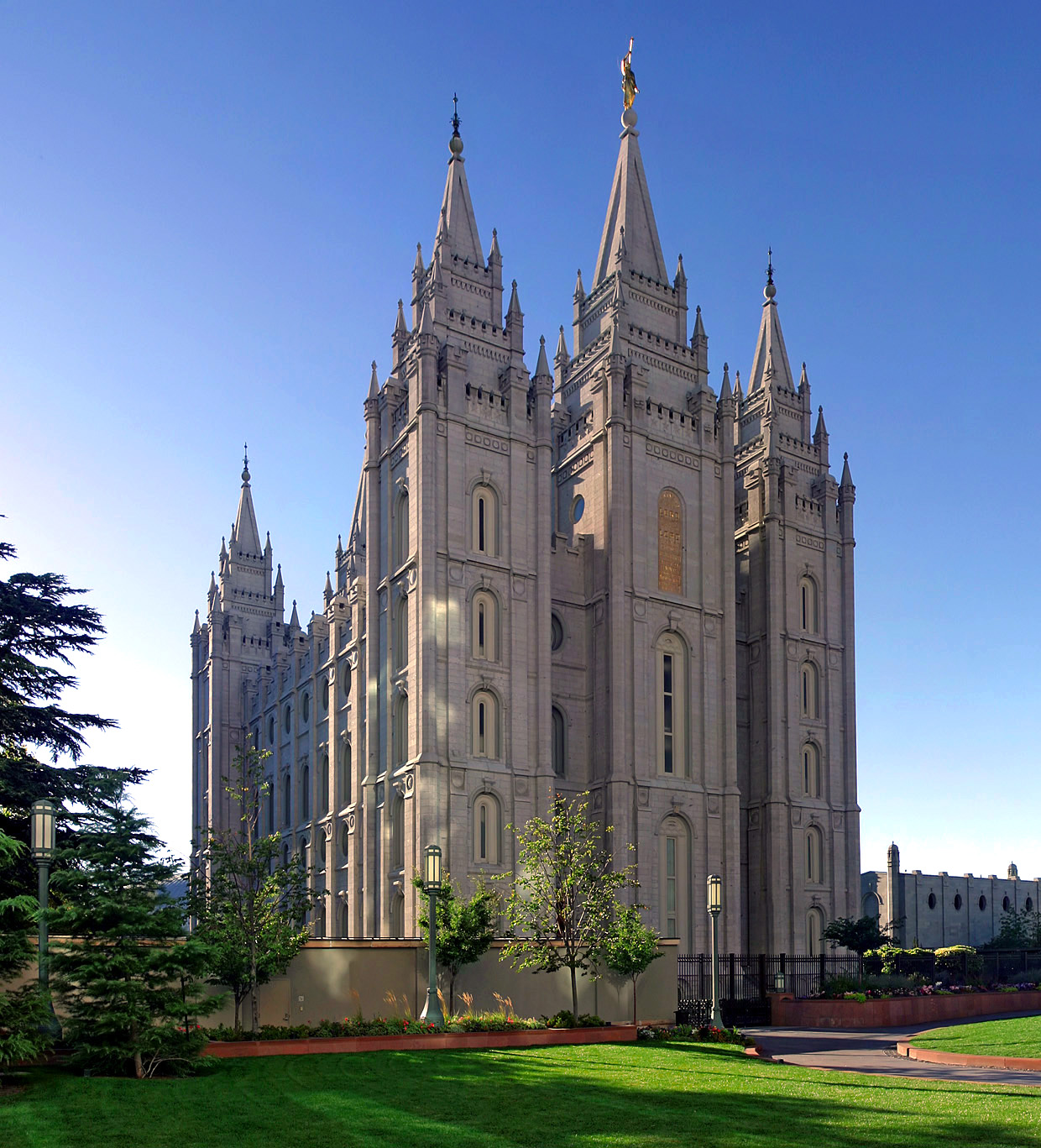
Salt Lake Temple

В 1890 году при финансовой поддержке Церкви Иисуса Христа Святых последних дней вместе с художниками - John Fairbanks, Lorus Pratt и Эдвином Эвансом он получил двухлетнюю стипендию на обучение в Академии Жулиана у французского художника Albert Rigolot. Все художники стали известны как French Art Missionaries. По возвращении в Соединённые Штаты, они выполнили фрески в храме Salt Lake Temple, который был освящен в 1893 году.
После этой работы Хафен вернулся в Юту и стал вице-президентом Utah Art Association. По приглашению Бенджамена Клаффа (англ. Benjamin Cluff), преподавал живопись в руководимой Клаффом академии Brigham Young Academy. Художник не обладал достаточными финансовыми возможностями для содержания его большой семьи, тем не менее он купил дом в городе Спрингвилл, Юта, который был построен в стиле шале по проекту его друга Alberto Owen Treganza. В настоящее время дом входит в Национальный реестр исторических мест США как «Дом Джона Хафена». Много своих произведений он подарил спрингвиллской школе, другие находятся в городском художественном музее.
В 1908 году, по-прежнему испытывая финансовые трудности, Хафен переехал в штат Индиана, чтобы работать с группой художников-импрессионистов Hoosier Group. Однако го сотрудничество с этими художниками было недолгим - Джон Хафен умер от пневмонии 3 июня 1910 года в округе Браун, штат Индиана, США. Похоронен в городе Спрингвилл на кладбище Evergreen Cemetery.

### Семья
Был женат на Thora Marionnette Twede Hafen (1861-1920), в семье родились:
- John Leo Hafen (1880-1942),
- Thora Lesetta Hafen Larson (1883-1972),
- Virgil Otto Hafen (1887-1949),
- Delia Hafen Hale (1890-1934),
- Joseph Hafen (1895-1976).

Некоторые работы
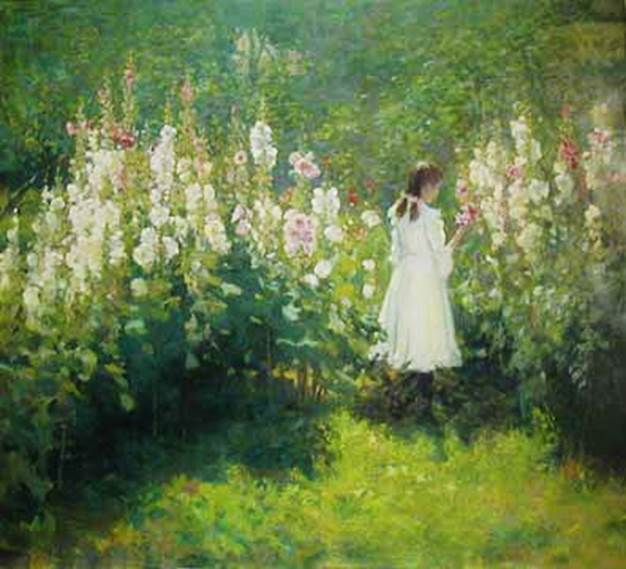
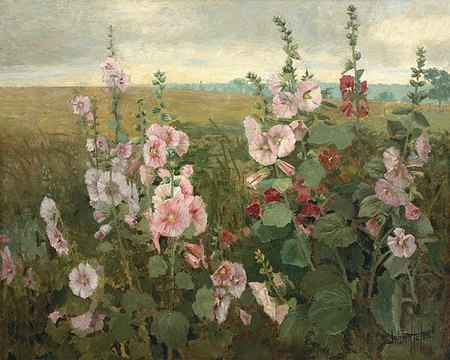
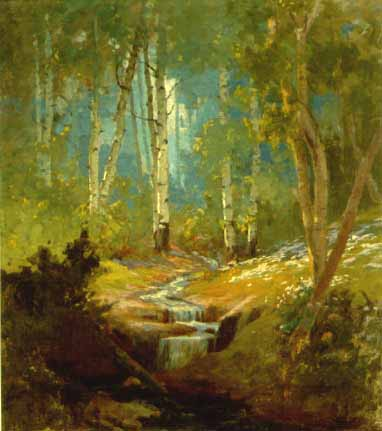